# Ligne Hyŏksin
 (décembre 2021).
Si vous disposez d'ouvrages ou d'articles de référence ou si vous connaissez des sites web de qualité traitant du thème abordé ici, merci de compléter l'article en donnant les références utiles à sa vérifiabilité et en les liant à la section « Notes et références ».
La ligne Hyŏksin du métro de Pyongyang est une ligne de transit rapide, détenue et exploitée par le métro de Pyongyang, à Pyongyang, en Corée du Nord.

## Caractéristiques

### Liste des stations
| Stations du métro de Pyongyang  | Stations du métro de Pyongyang | Stations du métro de Pyongyang | Stations du métro de Pyongyang |
| ------------------------------- | ------------------------------ | ------------------------------ | ------------------------------ |
| #2 Hyŏksin Line 혁신선 (革新線) |                                |                                |                                |
| Station                         | Signification                  | Transfert                      | Ouverture                      |
| Kwangbok 광복 (光復)            | Restauration glorieuse         | 9 septembre 1978               |                                |
| Kŏn'guk 건국 (建國)             | Fondation nationale            | 9 septembre 1978               |                                |
| Hwanggŭmbŏl 황금벌 (黃金벌)     | Sol doré                       | 6 septembre 1978               |                                |
| Kŏnsŏl 건설 (建設)              | Construction                   | 6 septembre 1978               |                                |
| Hyŏksin 혁신 (革新)             | Innovation                     | 9 septembre 1975               |                                |
| Chŏnsŭng 전승 (戰勝)            | Victoire complète              | 9 septembre 1975               | #1 Chŏnu                       |
| Samhŭng 삼흥 (三興)             | Trois Révolutions              | 9 septembre 1975               |                                |
| Kwangmyŏng 광명 (光明)          | Avenir brillant                | 9 septembre 1975               | Fermée en 1995                 |
| Ragwŏn 락원 (樂園)              | Paradis                        | 9 septembre 1975               |                                |